# Tipula (Lunatipula) barbata
Tipula (Lunatipula) barbata is een tweevleugelige uit de familie langpootmuggen (Tipulidae). De soort komt voor in het Nearctisch gebied.